# Sweet Toronto
Sweet Toronto (conosciuto anche con il titolo Sweet Toronto Peace Festival) è un film concerto del 1971 diretto da D.A. Pennebaker nel 1969.

## Descrizione
Il documentario venne girato durante il Toronto Rock and Roll Revival, un festival musicale tenutosi il 13 settembre 1969 presso il Varsity Stadium nel campus della University of Toronto, al quale assistettero oltre 20,000 persone. L'evento venne prodotto da John Brower e Ken Walker. John Lennon prese parte al festival in qualità di membro della Plastic Ono Band, gruppo nel quale militavano anche Yōko Ono, Klaus Voorman, Alan White, ed Eric Clapton. Il film include inoltre una selezione scelta di altre esibizioni da parte di importanti nomi del rock and roll anni cinquanta quali Jerry Lee Lewis, Chuck Berry, Little Richard e Bo Diddley. Il concerto vero e proprio durò dodici ore, ma il documentario di Pennebaker è incentrato principalmente sulle fasi finali dell'evento stesso. All'epoca dell'esibizione, la popolarità di Yoko Ono era così bassa, venendo considerata la "distruttrice" di Lennon e dei Beatles, che al suo apparire il pubblico iniziò a fischiare e ad andarsene durante la performance della Plastic Ono Band. Ci fu un simile responso anche da parte degli spettatori del film nelle sale.
Il film è stato distribuito prima in formato VHS e successivamente in DVD con il titolo John Lennon and the Plastic Ono Band: Live in Toronto.
L'intera esibizione della Plastic Ono Band venne pubblicata sull'album Live Peace in Toronto 1969 dalla Apple Records nel dicembre 1969. La canzone finale della performance, intitolata John, John (Let's Hope for Peace), presenta al pubblico la sfida più grande. Lennon fondamentalmente lascia la scena a Yoko che inizia un'altra serie di lamenti con l'accompagnamento della band. Musicalmente l'esecuzione inizia in modo abbastanza generico, con Clapton e Lennon che suonano un riff di chitarra slide, ma circa cinque minuti dopo, Lennon si avvicina sempre più agli amplificatori ed inizia a regolare la chitarra così da generare feedback. Ciò che alcuni potrebbero definire rumore è in realtà un duetto d'avanguardia tra John e Yoko. È comprensibile che molte persone trovarono troppo ostica questa parte del concerto e se ne andarono via.

## Tracce
1. Bo Diddley
  - eseguita da Bo Diddley
2. Hound Dog
  - eseguita da Jerry Lee Lewis
3. Johnny B. Goode
  - eseguita da Chuck Berry
4. Lucille
  - eseguita da Little Richard
5. Blue Suede Shoes
6. Money (That's What I Want)
7. Dizzy, Miss Lizzy
8. Yer Blues
9. Cold Turkey
10. Give Peace a Chance
11. Don't Worry Kyoko (Mummy's Only Looking for a Hand in the Snow)
12. John, John (Let's Hope for Peace)
  - tracce 5-12 eseguite dalla Plastic Ono Band